# Manafwa
Manafwa – miasto w Ugandzie, stolica dystryktu Manafwa.